# Lucas Foresti

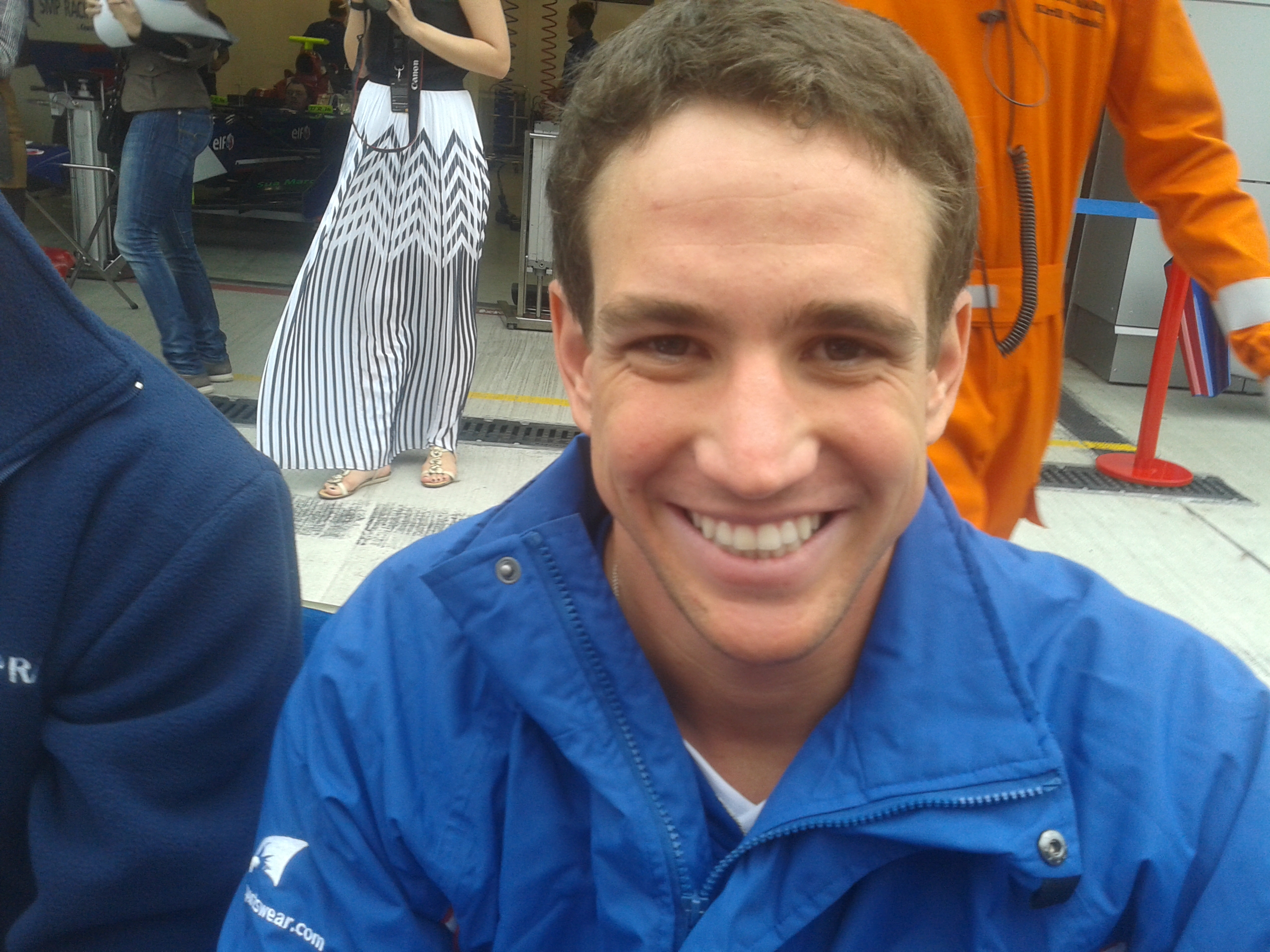
Lucas Foresti in 2013

Lucas Foresti (Brasilia, 12 mei 1992) is een Braziliaans autocoureur die anno 2010 deelneemt aan de GP3 en het Britse Formule 3-kampioenschap.

## Carrière

### Vroege carrière
In 2006 maakte Foresti zijn debuut in het karting, waar hij tot 2008 bleef rijden. Eind 2008 mocht hij deelnemen aan het laatste raceweekend van de Formule BMW Americas op het Autodrómo José Carlos Pace voor het team Amir Nasr Racing. In beide races eindigde hij als tiende, waardoor hij als dertiende in het kampioenschap eindigde met 6 punten.

### Formule 3
In 2009 stapte Foresti fulltime over naar het formuleracing in de Formule 3 in het Zuid-Amerikaanse Formule 3-kampioenschap voor het team Césario Fórmula. Op het Autódromo Internacional Orlando Moura behaalde hij zijn eerste overwinning en eindigde als derde in het kampioenschap met 81 punten, achter Leonardo Cordeiro en Claudio Cantelli jr.
In 2010 reed Foresti voor Carlin in het Britse Formule 3-kampioenschap. Hij behaalde één podiumplaats op Silverstone en eindigde als dertiende in het kampioenschap met 45 punten. Ook reed hij in de Masters of Formula 3 en de Grand Prix van Macau, waarin hij respectievelijk als zevende en 22e eindigde.
In 2011 reed Foresti opnieuw in de Britse Formule 3, maar nu voor Fortec Motorsport. Hij behaalde drie overwinningen, waardoor hij als zevende in het kampioenschap eindigde met 170 punten. In de Masters of Formula 3 (voor Mücke Motorsport) eindigde hij dat jaar als zevende en in de Grand Prix van Macau als achtste.
In 2011 en 2012 reed Foresti ook in de Formule 3 Brazilië Open voor Césario Fórmula. Beide keren won hij.

### GP3
In 2010 reed Foresti ook in de GP3 Series voor Carlin. Hij reed niet alle races omdat hij in die weekenden in de Britse Formule 3 moest rijden. In deze races werd hij vervangen door Michail Aljosjin en António Félix da Costa. In het eerste raceweekend in Barcelona behaalde hij in de tweede race meteen de tweede plaats. De rest van het seizoen scoorde hij echter geen punten meer, waardoor hij als negentiende in het kampioenschap eindigde met 7 punten.

### Formule Renault 3.5
In 2012 stapte Foresti over naar de Formule Renault 3.5 Series, rijdend voor het nieuwe team DAMS naast Arthur Pic. Hij wist slechts driemaal punten te scoren, waardoor hij als 23e in het kampioenschap eindigde met 8 punten.
In 2013 blijft Foresti in de Formule Renault 3.5 rijden, maar stapt hij over naar SMP Racing by Comtec. Hij krijgt hier Daniil Move als teamgenoot.